# Dorothy Hamill
Dorothy Stuart Hamill (Chicago, Illinois, 26 de julho de 1956) é uma ex-patinadora artística norte-americana. Ela foi campeã olímpica em 1976, e conquistou uma medalha de ouro e duas de prata em campeonatos mundiais.

## Principais resultados
| Resultados                                            | Resultados      | Resultados       | Resultados    | Resultados        | Resultados       | Resultados       | Resultados       | Resultados      | Resultados    | Resultados    | Resultados    | Resultados    |
| Internacional                                         | Internacional   | Internacional    | Internacional | Internacional     | Internacional    | Internacional    | Internacional    | Internacional   | Internacional | Internacional | Internacional | Internacional |
| Evento/Temporada                                      | 1968– 1969      | 1969– 1970       | 1970– 1971    | 1971– 1972        | 1972– 1973       | 1973– 1974       | 1974– 1975       | 1975– 1976      |               |               |               |               |
| ----------------------------------------------------- | --------------- | ---------------- | ------------- | ----------------- | ---------------- | ---------------- | ---------------- | --------------- | ------------- | ------------- | ------------- | ------------- |
| Jogos Olímpicos                                       |                 |                  |               |                   |                  |                  |                  | Medalha de ouro |               |               |               |               |
| Campeonato Mundial                                    |                 |                  |               | 7.ª               | 4.ª              | Medalha de prata | Medalha de prata | Medalha de ouro |               |               |               |               |
| Grand Prix St. Gervais                                |                 |                  |               | Medalha de ouro   |                  |                  |                  |                 |               |               |               |               |
| Nebelhorn Trophy                                      |                 |                  |               | Medalha de ouro   |                  |                  |                  |                 |               |               |               |               |
| Richmond Trophy                                       |                 |                  |               |                   | Medalha de ouro  |                  |                  |                 |               |               |               |               |
| Nacional                                              |                 |                  |               |                   |                  |                  |                  |                 |               |               |               |               |
| Campeonato dos Estados Unidos                         |                 |                  | 5.ª           | Medalha de peltre | Medalha de prata | Medalha de ouro  | Medalha de ouro  | Medalha de ouro |               |               |               |               |
| Campeonato dos Estados Unidos – Júnior                |                 | Medalha de prata |               |                   |                  |                  |                  |                 |               |               |               |               |
| Campeonato dos Estados Unidos – Noviço                | Medalha de ouro |                  |               |                   |                  |                  |                  |                 |               |               |               |               |
|                                                       |                 |                  |               |                   |                  |                  |                  |                 |               |               |               |               |
| Legenda: Competição não foi disputada nesta temporada |                 |                  |               |                   |                  |                  |                  |                 |               |               |               |               |